# Raiffeisenbank Augsburger Land West
Die Raiffeisenbank Augsburger Land West eG ist eine deutsche Genossenschaftsbank mit Sitz in der bayerischen Marktgemeinde Zusmarshausen im Landkreis Augsburg.

## Geschichte
Die Geschichte der Bank nahm am 1. Juli 1888 ihren Anfang. An diesem Tag gründeten 52 Mitglieder den Zusmarshausener Darlehenskassenverein in Zusmarshausen. Mit Hilfe der erwirtschafteten Gewinne aus der Privat- und Gewerbefinanzierung wurden in der Folge Anlagegüter für die genossenschaftliche Nutzung ihrer Mitglieder beschafft. Zu den Anlagegütern zählten überwiegend landwirtschaftliche Maschinen und Geräte wie etwa Getreidereinigungsmaschinen, Ackerwalzen, Kleereiber und Obstpressen. Später wurde zudem ein Lagerhaus für die Mitglieder gebaut.
Neben der üblichen Privat- und Gewerbefinanzierung gewährte das Institut in den Anfangsjahren auch Darlehen für eher ungewöhnliche Vorhaben. So wurde beispielsweise 1892 dem Zusmarshauser Musikverein die Anschaffung einer Basstuba ermöglicht und 1913 die Herstellung der Distriktstraße von Zusmarshausen nach Dinkelscherben finanziert.
In der Zwischenkriegszeit führte die Bank den Postscheckverkehr ein und schloss sich der Bayerischen Zentralkasse in München an. Nach dem Zweiten Weltkrieg wurden sämtliche Mitglieder des Vorstandes und des Aufsichtsrates, die Mitglieder der NSDAP waren, aus dem Amt enthoben und deren Konten gesperrt.
In den 1960er Jahren beschlossen viele Raiffeisenbanken bzw. -kassen in der Region, sich zu größeren Einheiten zusammenzuschließen. So kam 1963 die Raiffeisenkasse Wollbach eGmbH mit dem Sitz in Wollbach und im Jahr 1964 die Raiffeisenkasse Steinekirch eGmbH mit dem Sitz in Steinekirch zur Raiffeisenbank Zusmarshausen eGmbH. In Folge der gestiegenen Bedeutung wurde das Trometer-Anwesen in der Augsburger Straße erworben und nach einer Umbauphase am 16. Dezember 1966 die neue Geschäftsstelle in Betrieb genommen.
1973 folgte die Verschmelzung der Raiffeisenbank Zusmarshausen eGmbH mit der Raiffeisenkasse Gabelbach eGmbH mit dem Sitz in Gabelbach. Im weiteren Verlauf des Jahrzehnts wurde der Neubau eines neuen Bankgebäudes in Zusmarshausen beschlossen. Die Einweihung des neuen Bankgebäudes erfolgte schließlich am 6. Juli 1979.
Durch die Fusion der Raiffeisenbank Zusmarshausen eG mit der Raiffeisenbank Altenmünster eG mit dem Sitz in Altenmünster und der Raiffeisenbank Wörleschwang eG mit dem Sitz in Wörleschwang im Jahre 1993 entstand die Raiffeisenbank Zusmarshausen-Altenmünster eG mit dem Sitz in Zusmarshausen. 2001 wurde dann die Verschmelzung mit der Raiffeisenbank Welden und Umgebung eG mit dem Sitz in Welden zur Raiffeisenbank Zusmarshausen-Altenmünster-Welden eG vollzogen.
Im Zuge der Fusion mit der Raiffeisenbank Gessertshausen-Ustersbach-Dinkelscherben eG mit dem Sitz in Gessertshausen wurde 2005 die Raiffeisenbank Augsburger Land West eG gegründet, der sich zuletzt die Raiffeisenbank Horgau eG mit dem Sitz in Horgau im Jahre 2007 anschloss.
Die Raiffeisenbank Gessertshausen-Ustersbach-Dinkelscherben eG entstand im Jahr 1998 durch die Fusion der Raiffeisenbank Dinkelscherben eG mit dem Sitz in Dinkelscherben mit der Raiffeisenbank Gessertshausen-Ustersbach eG mit dem Sitz in Gessertshausen.
Im Jahre 2020 schließlich fusionierte die Raiffeisenbank Augsburger Land West eG mit der Raiffeisenbank Jettingen-Scheppach eG mit dem Sitz in Jettingen-Scheppach.
Nachfolgend die Fusionen der einzelnen Genossenschaftsbanken, die bisher in der heutigen Raiffeisenbank Augsburger Land West eG aufgegangen sind:
- 1959 – Fusion der Raiffeisenkasse Jettingen eGmbH	mit dem Sitz in Jettingen mit der Raiffeisenkasse Schönenberg eGmbH	mit dem Sitz in Schönenberg
- 1961 – Fusion der Raiffeisenkasse Ried eGmbH mit dem Sitz in Ried mit der Raiffeisenkasse Ustersbach eGmbH mit dem Sitz in Ustersbach zur Raiffeisenkasse Ustersbach-Ried eGmbH
- 1962 – Fusion der Raiffeisenkasse Anried eGmbH mit dem Sitz in Anried mit der Raiffeisenkasse Ettelried eGmbH	mit dem Sitz in Ettelried zur Raiffeisenkasse Ettelried-Anried eGmbH
- 1963 – Fusion der Raiffeisenbank Gessertshausen eGmbH	mit dem Sitz in Gessertshausen mit der Raiffeisenkasse Döpshofen eGmbH mit dem Sitz in Döpshofen und der Raiffeisenkasse Wollishausen eGmbH mit dem Sitz in Wollishausen
- 1963 – Fusion der Raiffeisenbank Dinkelscherben mit dem Sitz in Dinkelscherben mit der Raiffeisenkasse Fleinhausen eGmbH mit dem Sitz in Fleinhausen
- 1964 – Fusion der Raiffeisenkasse Reutern eGmbH mit dem Sitz in Reutern mit der Raiffeisenkasse Welden eGmbH mit dem Sitz in Welden zur Raiffeisenbank Welden eGmbH
- 1964 – Fusion der Raiffeisenbank Dinkelscherben eGmbH	mit der Raiffeisenkasse Grünenbaindt eGmbH	mit dem Sitz in Grünenbaindt
- 1965 – Fusion der Raiffeisenbank Altenmünster eGmbH mit dem Sitz in Altenmünster mit der Raiffeisenkasse Violau eGmbH	mit dem Sitz in Violau
- 1966 – Fusion der Raiffeisenkasse Bonstetten eGmbH mit dem Sitz in Bonstetten mit der Raiffeisenbank Welden eGmbH zur Raiffeisenbank Welden und Umgebung eGmbH
- 1966 – Fusion der Raiffeisenkasse Freihalden eGmbH mit dem Sitz in Freihalden mit der Raiffeisenkasse Jettingen eGmbH	zur Raiffeisenbank Jettingen eGmbH (der späteren Raiffeisenbank Jettingen-Scheppach eG)
- 1968 – Fusion der Raiffeisenkasse Breitenbronn eGmbH mit dem Sitz in Breitenbronn mit der Raiffeisenkasse Ustersbach-Ried eGmbH
- 1969 – Fusion der Raiffeisenbank Altenmünster eGmbH mit der Raiffeisenkasse Baiershofen eGmbH	mit dem Sitz in Baiershofen und der Raiffeisenkasse Zusamzell eGmbH	mit dem Sitz in Zusamzell zur Raiffeisenbank Altenmünster eGmbH mit Zweigstellen Zusamzell/Violau
- 1969 – Fusion der Raiffeisenbank Adelsried eGmbH mit dem Sitz in Adelsried mit der Raiffeisenbank Welden und Umgebung eGmbH zur Raiffeisenbank Welden und Umgebung eGmbH (der späteren Raiffeisenbank Welden und Umgebung eG)
- 1969 – Fusion der Raiffeisenbank Gessertshausen eGmbH	 mit der Raiffeisenkasse Kutzenhausen eGmbH	mit dem Sitz in Kutzenhausen
- 1971 – Fusion der Raiffeisenbank Gessertshausen eGmbH	mit der Raiffeisenkasse Margertshausen eGmbH mit dem Sitz in Margertshausen
- 1971 – Fusion der Raiffeisenkasse Häder eGmbH	2356 mit dem Sitz in Häder mit der Raiffeisenkasse Ustersbach-Ried eGmbH zur Raiffeisenbank Ustersbach eGmbH
- 1972 – Fusion der Raiffeisenbank Dinkelscherben eGmbH	mit der Raiffeisenkasse Oberschöneberg eGmbH mit dem Sitz in Oberschöneberg
- 1972 – Fusion der Raiffeisenbank Horgau eGmbH	mit dem Sitz in Horgau mit der Raiffeisenkasse Agawang eGmbH mit dem Sitz in Agawang zur Raiffeisenbank Horgau eGmbH (der späteren Raiffeisenbank Horgau eG)
- 1973 – Fusion der Raiffeisenbank Dinkelscherben eGmbH	mit der Raiffeisenkasse Ettelried-Anried eGmbH
- 1978 – Fusion der Raiffeisenbank Gessertshausen eG mit der Raiffeisenbank Willishausen eG mit dem Sitz in Willishausen
- 1980 – Fusion der Raiffeisenbank Jettingen-Scheppach eG mit der Raiffeisenbank Scheppach eG mit dem Sitz in Scheppach
- 1991 – Fusion der Raiffeisenbank Gessertshausen eG mit der Raiffeisenbank Ustersbach eG zur Raiffeisenbank Gessertshausen-Ustersbach eG

## Rechtsverhältnisse
Die Raiffeisenbank Augsburger Land West eG ist im Genossenschaftsregister beim Amtsgericht Augsburg unter GnR 1513 eingetragen.

## Organisationsstruktur
Rechtsgrundlagen sind das Genossenschaftsgesetz und die durch die Generalversammlung beschlossene Satzung. Organe der Bank sind der Vorstand, der Aufsichtsrat und die Generalversammlung.

## Sicherungseinrichtung
Die Raiffeisenbank Augsburger Land West eG ist der amtlich anerkannten Sicherungseinrichtung des Bundesverbandes der Deutschen Volksbanken und Raiffeisenbanken GmbH und der zusätzlichen freiwilligen Sicherungseinrichtung des Bundesverbandes der Deutschen Volksbanken und Raiffeisenbanken e.V. angeschlossen.

## Geschäftsausrichtung
Die Raiffeisenbank Augsburger Land West eG betreibt das Universalbankgeschäft. Neben dem klassischen Zahlungsverkehrs- sowie Kredit- und Einlagengeschäft arbeitet sie im Verbundgeschäft mit der DZ Bank, R+V Versicherung, DZ Privatbank, Bausparkasse Schwäbisch Hall, VR Smart Finanz, Münchener Hypothekenbank, Teambank, VR Leasing, DZ Hyp, Allianz Versicherung und der Union Investment zusammen.
Die Bank ist als genossenschaftliches Kreditinstitut dem Genossenschaftsverband Bayern e.V. (GVB) angeschlossen; damit verbunden ist auch die Zugehörigkeit zur genossenschaftlichen Finanzgruppe Volksbanken Raiffeisenbanken.

## Geschäftsgebiet
Das Geschäftsgebiet liegt im Westen des Landkreises Augsburg und im Osten des Landkreises Günzburg.
An diesen Orten betreibt die Bank Filialen:
- Zusmarshausen (Hauptstelle, jur. Sitz)
- Adelsried (Geschäftsstelle)
- Agawang (Geschäftsstelle)
- Altenmünster (Geschäftsstelle)
- Dinkelscherben (Geschäftsstelle)
- Gessertshausen (Geschäftsstelle)
- Horgau (Geschäftsstelle)
- Jettingen (Geschäftsstelle)
- Scheppach (Geschäftsstelle)
- Ustersbach (Geschäftsstelle)
- Welden (Geschäftsstelle)
- Willishausen (Geschäftsstelle)

Daneben wird noch ein Raiffeisenmarkt in Jettingen betrieben.